# Bahar Pars
Bahar Pars (Shiraz, 28 marzo 1979) è un'attrice iraniana naturalizzata svedese.

## Filmografia parziale
Cinema
- Racconti da Stoccolma (När mörkret faller), regia di Anders Nilsson (2006)
- Mr. Ove (En man som heter Ove), regia di Hannes Holm (2015)
- Operation Ragnarök, regia di Fredrik Hiller (2018)
- Quando ho smesso di preoccuparmi e ho iniziato a masturbarmi (Året jag slutade prestera och började onanera), regia di Erika Wasserman (2022)
- Il convegno (Konferensen), regia di Patrik Eklund (2023)
- Håndtering av udøde, regia di Thea Hvistendahl (2024)

Televisione
- Vårdgården - serie TV, 8 episodi (2016)
- Gåsmamman - serie TV, 10 episodi (2016)
- Svartsjön - serie TV, 8 episodi (2018)